# Yanou
Yanou (narozen jako Yann Peifer) je německý DJ a producent hrající ve stylu trance a eurodance. Nejvíce se proslavil ve spolupráci s DJ Sammym hitem "Heaven", kde vystupuje jako vokalistka Do a slávu si získal i jako člen populární německé trance skupiny Cascada, kde vystupuje po boku DJ Maniana a Natalie Horler. V současné době vystupuje po boku DJ Maniana ve skupině Tune Up!.

## Discografie
- 2001 "Heaven" - DJ Sammy and Yanou ft. Do (UK #1)
- 2002 "Heaven (Candlelight Mix)" - DJ Sammy and Yanou ft. Do
- 2003 "On & On" - Yanou ft. Do
- 2005 "Everytime We Touch (Yanou's Candlelight Mix)" - Cascada
- 2006 "King of My Castle" - Yanou ft. Liz
- 2007 "The Sun Is Shining"- Yanou
- 2007 "What Hurts the Most (Yanou's Candlelight Mix)" - Cascada
- 2008 "A Girl Like You" - Yanou ft. Mark Daviz
- 2008 "Children Of The Sun - Yanou

K těmto trackům si taktéž vytvořil řadu remixů.

## Beam & Yanou
Předtím než začal spolupracovat s DJ Sammym a Cascadou, v druhé polovině 90. let vytvořil duo "Beam & Yanou" a tím se uvedl do světa taneční hudby.
- 1997/1998 "On Y Va"
- 2000 "Rainbow Of Mine"
- 2000 "Sound Of Love"
- 2000 "Free Fall"

Remixy
- 1997"Shout! (Beam & Yanou Remix)"
- 1997"Le Disc Jockey (Beam & Yanou Remix) "
- 1997"The Original (Beam & Yanou Remix)"
- 1997"The Full House (Beam & Yanou Remix)"
- 1998"Deeper Than Deep (Beam & Yanou Remix)"
- 1998"Light Of Mystery (Beam & Yanou Remix)"
- 1999"Look At Us(Beam vs. Yanou)"
- 2000"E Nomine(Beam & Yanou)"
- 2000"Nothing Compares 2 U (Beam & Yanou)"
- 2000"Love Is The AnswerS(Beam & Yanou)"
- 2000"Somewhere Over The Rainbow / Fire Wire(Beam & Yanou)"
- 2001"Geil (DJ Beam & Yanou)"
- 2001"Somewhere Over The Rainbow (Part II)(Beam & Yanou)"